# Trox gemmulatus
Trox gemmulatus là một loài bọ cánh cứng trong họ Trogidae.

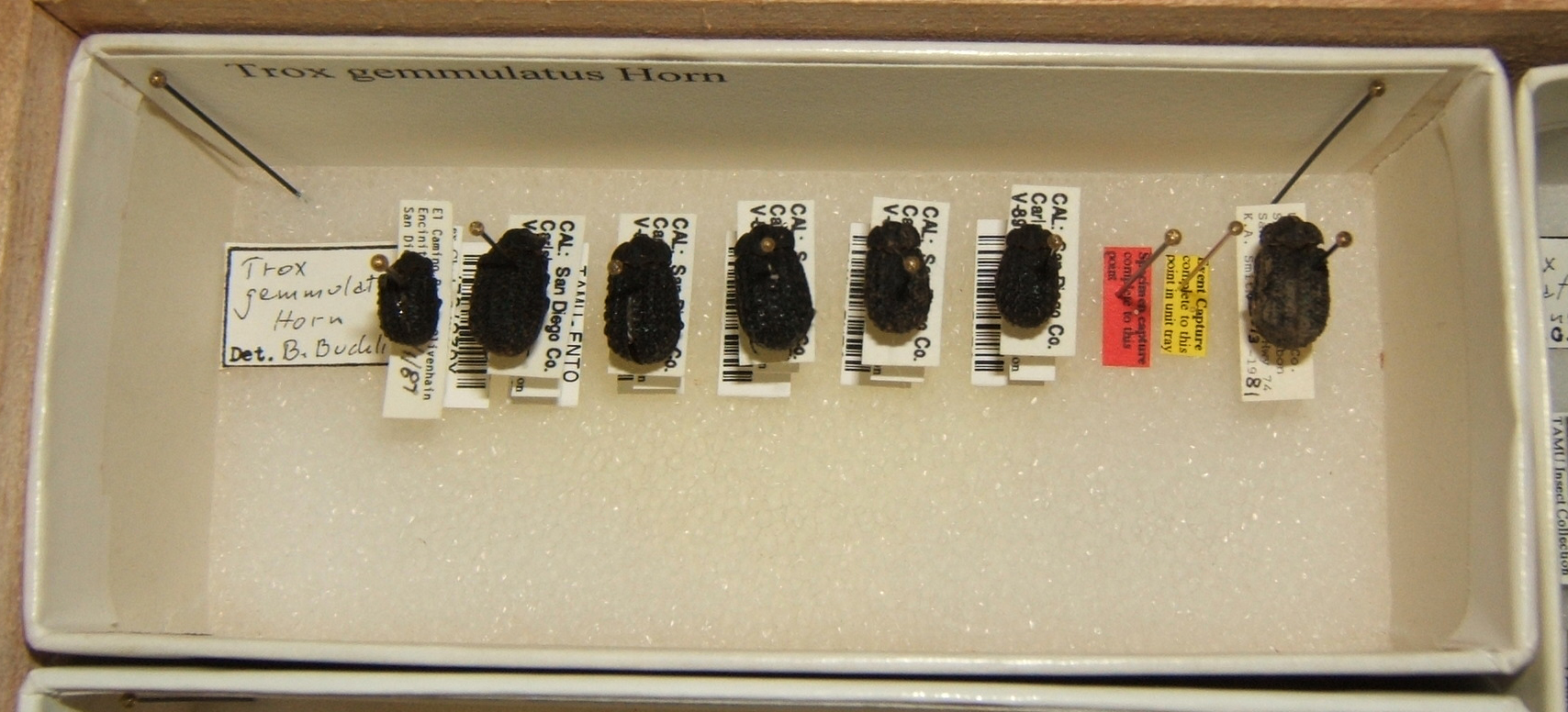
Trox gemmulatus variation